# Jabberwocky
Jabberwocky è una poemetto nonsense scritta da Lewis Carroll, parte del romanzo Attraverso lo specchio e quel che Alice vi trovò (1871).

## Contesto
Nel primo capitolo del romanzo, Alice si rende conto di aver attraversato lo specchio nel suo salotto ed essere giunta in un mondo al di là di questo. Lì trova un libro, composto in un linguaggio dapprima per lei incomprensibile; rendendosi conto però che si tratta di una scrittura speculare, riesce a leggerne un contenuto aiutandosi con uno specchio.
|    | Jabberwocky                                 |
|    |                                             |
|    | 'Twas brillig, and the slithy toves         |
|    | Did gyre and gimble in the wabe;            |
|    | All mimsy were the borogoves,               |
|    | And the mome raths outgrabe.                |
|    |                                             |
| 5  | Beware the Jabberwock, my son!              |
|    | The jaws that bite, the claws that catch!   |
|    | Beware the Jubjub bird, and shun            |
|    | The frumious Bandersnatch!                  |
|    |                                             |
|    | He took his vorpal sword in hand:           |
| 10 | Long time the manxome foe he sought         |
|    | So rested he by the Tumtum tree,            |
|    | And stood awhile in thought.                |
|    |                                             |
|    | And as in uffish thought he stood,          |
|    | The Jabberwock, with eyes of flame,         |
| 15 | Came whiffling through the tulgey wood,     |
|    | And burbled as it came!                     |
|    |                                             |
|    | One, two! One, two! And through and through |
|    | The vorpal blade went snicker-snack!        |
|    | He left it dead, and with its head          |
| 20 | He went galumphing back.                    |
|    |                                             |
|    | And hast thou slain the Jabberwock?         |
|    | Come to my arms, my beamish boy!            |
|    | O frabjous day! Callooh! Callay!            |
|    | He chortled in his joy.                     |
|    |                                             |
| 25 | 'Twas brillig, and the slithy toves         |
|    | Did gyre and gimble in the wabe;            |
|    | All mimsy were the borogoves,               |
|    | And the mome raths outgrabe.                |

Dopo la lettura, Alice è più confusa di prima, per quanto sia riuscita a cogliere il dato di base in esso descritto:
(Lewis Carroll, Attraverso lo specchio e quel che Alice vi trovò; traduzione di Silvio Spaventa Filippi (1914))

## Glossario
Il significato del nome della bestia Jabberwock, da cui poi viene il titolo del poemetto (traducibile come [Poema] del Jabberwock), fu spiegato dallo stesso Carroll quando una classe della Girl's Latin School di Boston gli domandò il permesso di chiamare così la propria rivista scolastica. La parola è formata da un verbo in uso nell'inglese colloquiale, to jabber, traducibile come chiacchierare, spettegolare; il suffisso verrebbe invece dal sassone wocer o wocor, letteralmente frutto e figurativamente prodotto, progenie; la parola sarebbe quindi ironicamente traducibile come "il prodotto di un'amabile, leggera chiacchierata".
La maggior parte delle parole presenti nel poemetto sono un'invenzione di Carroll e molte rientrano nella categoria delle parole-macedonia. Carroll non si limitò ad utilizzarle solo in questo poemetto, ma ne fece largo uso (ampliandone anche il significato) anche in La caccia allo Snark. In un capitolo successivo di Dietro lo specchio, Humpty Dumpty spiega ad Alice il significato della prima strofa, tuttavia Carroll (in alcune sue lettere e prefazioni) ne diede versioni leggermente differenti, e cercò di spiegare l'origine di quante più parole possibili.
- Bandersnatch: una creatura fantastica nominata anche ne La caccia allo Snark.
- borogove - un uccello lungo e secco, con tante piume attaccate tutt'intorno, come uno spazzolone vivente.
- bryllyg o brillig - le quattro di pomeriggio, deriva da bryl e broil e indica l'ora del giorno in cui si comincia a preparare la cena.
- burbled - to burble deriva dall'unione di bleat, murmer e warble e indica un brontolio.
- frumious - dalla prefazione de La caccia allo Snark apprendiamo che è una combinazione di fuming (fumoso) e furious (furioso).
- gimble o gymble - to gimble, dall'inglese gimlet che vuol dire succhiello, "fare buchi con un succhiello".
- gyre - to gyre, girare come un giroscopio.
- Jabberwocky - aggettivo di Jabberwock.
- Jubjub - secondo lo Snark, un uccello disperato che vive in una sofferenza perpetua.
- mimsy - combinazione di flimsy (affranto) e miserable (miserabile).
- mome - per Dumpty contrazione di from home; Carroll in seguito lo dirà derivante da solemome, "solenne".
- outgrabe - to outgribe, è il verso di creature note come Rath. "Qualcosa di simile a un urlo ed un fischio, con una specie di starnuto in mezzo".
- rath - creatura fantastica simile ad un porcellino verde.
- slithy o slythy - combinazione di lithe (agile) e slimy (viscido).
- tove - creatura fantastica, incrocio fra un tasso e un cavatappi.
- uffish - stato mentale in cui la voce è gruffish, le maniere roughish e l'umore huffish.
- vorpal - aggettivo adoperato per definire la spada usata per sconfiggere il Jabberwock. Carroll stesso riferì di non essere in grado di spiegarne il significato, ma è stato notato che potrebbe trattarsi di un'interpolazione tra i vocaboli verbal ("in grado di parlare") e gospel ("vangelo", ma anche "verità, rivelazione")[2]. Nei dizionari anglofoni il termine figura a partire dal XX secolo con il significato di "mortale" ed "estremamente tagliente"[3][4].
- wabe - lo spiazzo erboso intorno a una meridiana. Si chiama wabe poiché va "a long way before it", "a long way behind it" e "a long way beyond it" (ovvero, va da molto prima - della meridiana a "molto dietro" e "molto oltre").

Molte parole sono ormai entrate nell'inglese comune e la stessa parola Jabberwocky è diventata, per antonomasia, sinonimo di nonsense.

## Origine e struttura
La prima strofa del poema apparve la prima volta in Mischmasch, un periodico scritto ed illustrato da Carroll. Il titolo originale era "Strofa di un poema Anglo-Sassone".
Roger Lancelyn Green nel Manuale di Lewis Carroll (1962) avanza l'ipotesi che il resto del poemetto sia stato ispirato da un'antica ballata tedesca, Der Hirt des Riesengebürgs, in cui un giovane pastorello sconfigge un mostruoso Grifone, tradotta in inglese da Menella Bute Smedley (parente di Carroll) nel 1846 col titolo di The Shepherd of the Giant Mountains, trent'anni prima dell'uscita di Dietro lo specchio.
Il poema risulta particolarmente interessante poiché, nonostante contenga molte parole inventate, la struttura è perfettamente in linea con le classiche liriche inglesi. La struttura del verso è accurata (altro aspetto arduo da tradurre in altre lingue), le forme poetiche sono rispettate (quartine, versi, rime, metro giambico) e la storia è in qualche modo comprensibile. Come la stessa Alice pensa "In qualche modo sembra riempire la mia testa di idee - solo non so esattamente quali siano!"
La struttura assai complessa (in origine la scrittura è persino speculare, leonardesca) è semplificata direttamente da Humpty Dumpty, personaggio a cui persino Alice ricorre per capire: le rivela che alla base nelle parole apparentemente nonsense si cela un linguaggio cifrato matematico, all'interno del quale le sillabe corrispondono a numeri o segni algebrici. Ricordiamo che il reverendo Lewis Carroll, oltre che letterato, era appassionato di matematica.

## Traduzioni
Il "Jabberwocky" è diventato famoso in tutto il mondo ed è stato tradotto in moltissime lingue come spagnolo, tedesco, francese, italiano, ceco, russo, latino, greco ed anche esperanto.
Il particolare lessico del poema ha spesso rappresentato una sfida per i traduttori, che hanno dovuto scegliere se mantenere il peculiare suono delle molte parole nonsense o se tradurle con parole altrettanto nonsense ma più vicine al significato della lingua recipiente. Per il Jabberwock, ad esempio, molte traduzioni mutano il nome della bestia in una parola contenente una traduzione del suffisso jabber, come chiacchiera, ciarla, cianciare.
Per motivi di diritto d'autore, qui si riporta solo la prima strofa di ogni traduzione.
Traduzione in francese di Frank L. Warrin:
Le Jaseroque
Il brilgue: les tôves lubricilleux
Se gyrent en vrillant dans le guave.
Enmîmès sont les gougebosqueux
Et le mômerade horsgrave.
Traduzione in tedesco di Robert Scott:
Der Jammerwock
Es brillig war. Die schlichten Toven
Wirrten und wimmelten in Waben;
Und aller-mümsige Burggoven
Die mohmen Räth' ausgraben.

### Traduzioni italiane
Silvio Spaventa Filippi (1914):
Il Giabervocco
S'era a cocce e i ligli tarri
Girtrellavan nel pischetto,
Tutti losci i cencinarri
Suffuggiavan longe stetto.
Tommaso Giglio (1954), regolarmente adoperata nelle ristampe Rizzoli:
Il Cianciaroccio
Era cocino, e i vivacciosi avini
vorticavano e intevano il latò;
tutti un po' stantri erano i cinini
e il corolego fuasa peradò.
Adriana Valori Piperno (1954):
Il Tartaglione
Al prepario i svatti marchi
Tortellavan per il diano,
Ma tristanchi erano i barchi
E i paupersi sibilàno.
Tomaso Kemeny (1967):
Jabberwock
Era rombo e i fangagili chiotti
Girascavano e succhiellavano i pratiali;
Tutti erano infoli e cenciopi,
E lo spirdito primaticcio murpissi.
Masolino d'Amico, per la versione italiana di The Annotated Alice:
Il Ciarlestrone
Era brillosto e gli alacridi tossi
Succhiellavano scabbi nel pantùle:
Mèstili eran tutti i papparossi,
E strombavan musando i tartarocchi.
Una seconda traduzione di Masolino D'Amico (1978):
Ciarlestroniana
Era brillosto, e i tospi agìluti
Facean girelli nella civa;
Tutti i paprussi erano mélacri
Ed il trùgon striniva.
Milli Graffi (1975):
Il Ciciarampa
Era cerfuoso e i viviscidi tuoppi
Ghiarivan foracchiando nel pedano:
Stavan tutti mifri i vilosnuoppi
Mentre squoltian i momi radi invano.
Guido Almansi (1978):
Il Lanciavicchio
Era la brilla e i fanghilosi tavi
Ghiravano e ghimblavano nel biava.
Mensi e procervi erano i borogavi
E il momico rattio superiava.
Non mancano traduzioni "ancillari", ovvero all'interno di opere in lingua straniera che stavano citando l'originale in inglese, come le due successive, della sola prima strofa, inclusa nel racconto fantascientifico Mimsy were the borogoves di Lewis Padgett nell'antologia "Sonde nel futuro" (da cui è stato tratto il film Mimzy - Il segreto dell'universo):
Roberta Rambelli, con la collaborazione di Riccardo Valla (1978):
Eran mestrizzi i borogovi
Era brilligo e gli unsci tovi
dondoprillavano sulla vava,
eran mestrizzi i borogovi
e il momo ratso ultrarraffava.
Antonio Bellomi (1981):
Eran birbizzi i borogovi
Era brilligo e gli unsci tovi
girondavano sulla rava,
eran birbizzi i borogovi
e il momo ratso ultragrattava.
Bruno Garofalo per la versione italiana (1984) di Gödel, Escher, Bach: un'eterna ghirlanda brillante:
Il mascellodonte
Cenorava. E i visciattivi cavatalucerti
Girillavano e sfrocchiavano nella serbaja;
Mollicciattoli eran gli spennavoli
E gli smarruti verporcelli fistarnuiurlavano.
Nel film Disney Alice nel paese delle meraviglie (1951), lo Stregatto canta ripetutamente i primi quattro versi. L'adattatore italiano Roberto De Leonardis li tradusse liberamente come:
A destra ed a manca va
di qua, di su, di giù, di là
la luna sorge all'olimon
e i palmipedon neppur
Albeggia ed il solleon
a larghe falde sbianca il mar
la luna sorge all'olimon
e i palmipedon neppur
Questo olimon inventato da De Leonardis è basato sull'aspetto della luna che sorge, che può ricordare una fettina di limone appoggiata a metà sull'orizzonte.
Infine, la traduzione di Antonio Lugli (1967) modifica la metrica e parte del significato originale per adattare il poema in latino maccheronico:
Basilisculum
Erat briscus et feriosus
fare givat gamberosus
et ludendo pilla et palla
gambe in spalla.

## Nella cultura di massa
Il successo riscosso dalla poesia ha fatto in modo che alcuni dei suoi soggetti venissero ripresi non solo in opere ispirate direttamente alla poesia o al romanzo in cui è contenuta, ma anche al di fuori di essi. Ciò è vero in particolare per il Jabberwock stesso che, oltre ad essere un avversario principale nei film Jabberwocky (1977) e Alice in Wonderland (2010) e nel videogioco American McGee's Alice, appare anche in giochi quali Warhammer Fantasy Battle e Final Fantasy XIII, così come la spada vorpal, anch'essa presente in svariate ambientazioni fantasy.